# Oligosoma infrapunctatum
Oligosoma infrapunctatum је гмизавац из реда Squamata и фамилије Scincidae. 

## Угроженост
Ова врста је на нижем степену опасности од изумирања, и сматра се скоро угроженим таксоном.

## Распрострањење
Нови Зеланд је једино познато природно станиште врсте.

## Станиште
Врста Oligosoma infrapunctatum има станиште на копну.